# Peter Geiger
Pour les articles homonymes, voir Geiger.
Peter Geiger, né le 22 octobre 1942 à Klosters et mort le 6 avril 2025, est un historien du Liechtenstein et ancien chercheur à l'Institut d'histoire du Liechtenstein.

## Biographie
Geiger étudie l'histoire, les études allemandes et les études romanes à l'Université de Zurich et un an respectivement à Vienne et à Seattle. En 1970, il obtient un doctorat à Zurich et travaille la même année comme professeur à l'école cantonale de Saint-Gall jusqu'en 1987,.
De 1987 à 2010, il est chercheur à l'Institut du Liechtenstein pour l'histoire contemporaine du pays, il se concentre particulièrement sur le Liechtenstein dans les années 1930 et la Seconde Guerre mondiale.
De 2010 à 2020, il est coprésident de la Commission des historiens Liechtenstein-Tchèque.
En 2017, il reçoit une publication commémorative publiée conjointement par l'Institut du Liechtenstein et l'Association historique de la Principauté du Liechtenstein.
Geiger épouse le 13 avril 1971 Ursula Eberle (née le 2 novembre 1947) et ils ont deux enfants. Ils sont installés à Schaan.
Peter Geiger meurt le 6 avril 2025 à l’âge de 82 ans.